# Charaton
Charaton (Olimpiodor z Teb: Χαράτων) - król Hunów ok. 410–422.
Wymieniony przez Olimpiodora z Teb, który posłował do niego w roku 412 naszej ery jako ambasador Bizancjum. Lata jego panowania nie są dokładnie znane.